# Kościół katolicki na Tonga
Kościół Rzymskokatolicki w Królestwie Tonga jest częścią  światowego Kościoła katolickiego, który działa pod duchowym przewodnictwem Papieża oraz Kurii Rzymskiej w Watykanie.
Tonga należy do Diecezji Tonga.

## Historia
Kościół katolicki powstał na Tonga w 1842 roku, gdy na wyspy przybyli misjonarze maryści.